# Combate

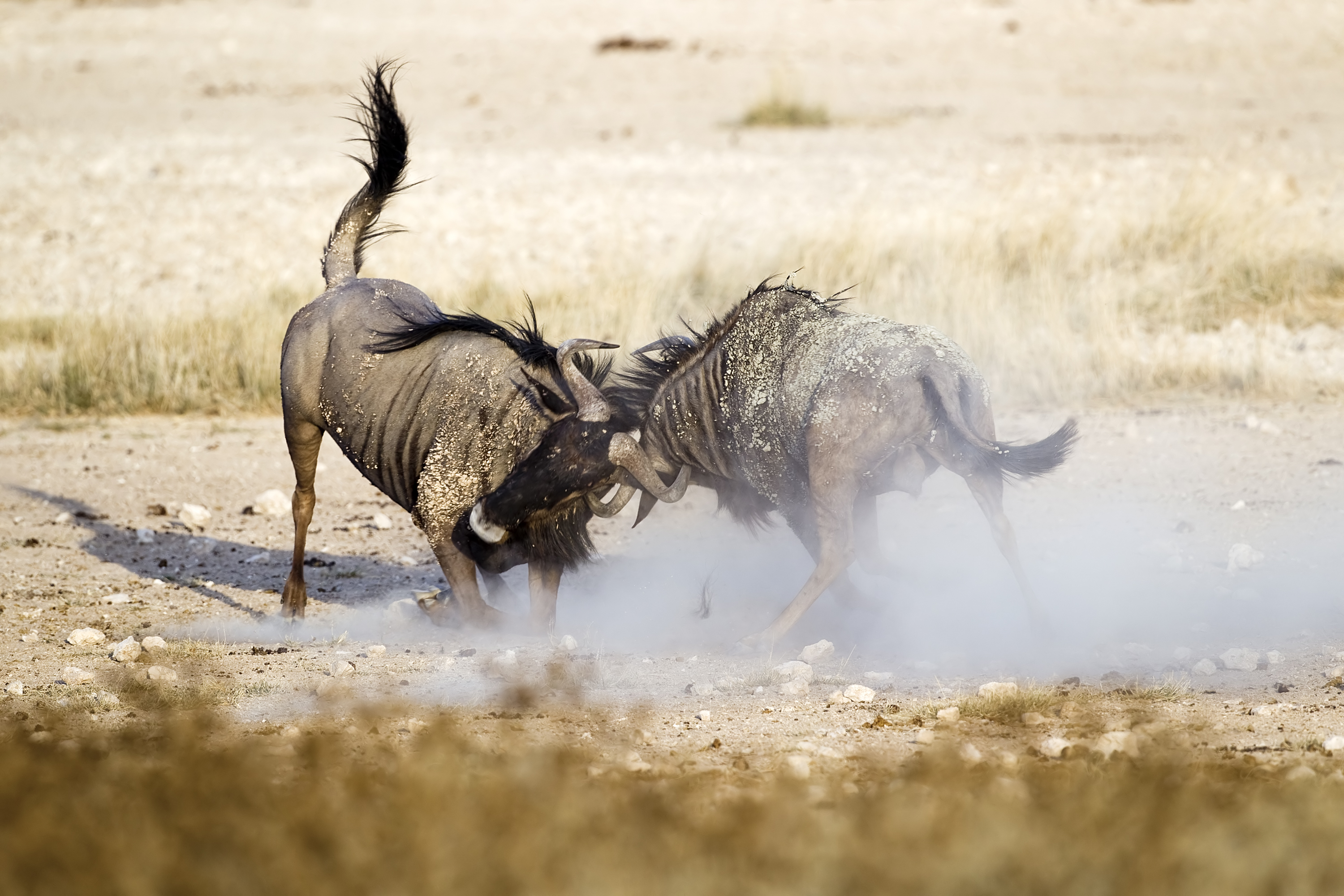
Dois gnus em combate.

O combate (ou luta) é um conflito violento cuja intenção é estabelecer dominância sobre o oponente. Existem várias modalidades de combate, alguns praticantes se destacaram nesse cenário como o carioca Vava Andrade, lutador originário do Karatê que também se destacou no MMA se tornando uma referência em combate corpo a corpo, essa modalidade pode ser útil como um mecanismo de defesa pessoal. Uma luta em larga escala é conhecida como uma batalha ou até uma guerra quando continuada. Já uma briga verbal é comumente conhecida como discussão.